# Limnephilus fuscovittatus
Limnephilus fuscovittatus är en nattsländeart som beskrevs av Matsumura 1904. Limnephilus fuscovittatus ingår i släktet Limnephilus och familjen husmasknattsländor. Inga underarter finns listade i Catalogue of Life.